# Komisarz Mama
Komisarz Mama – polski serial obyczajowo-kryminalny emitowany na antenie telewizji Polsat od 3 marca 2021 do 4 maja 2022 oraz ponownie od 6 marca do 8 maja 2025, oparty na francuskim serialu Candice Renoir emitowanym na kanale France 2 w latach 2013–2022. Produkcja została udostępniona przedpremierowo na platformie VOD Polsat Box Go.

## Fabuła
Maria Matejko (Paulina Chruściel) decyduje się na powrót do pracy w policji po dziesięcioletniej przerwie, w czasie której zajmowała się wychowywaniem czwórki swoich dzieci. Po powrocie na komisariat kobieta przekonuje się, że rzeczywistość zawodowa jest zupełnie inna niż przed dekadą. Każdy odcinek jest osobną historią o zabarwieniu kryminalnym.

## Obsada
| Aktor                   | Rola                                | Lata występowania      |
| ----------------------- | ----------------------------------- | ---------------------- |
| Paulina Chruściel       | komisarz Maria Matejko              | 2021–2022 (1–4. sezon) |
| Wojciech Zieliński      | podkomisarz Piotr Żeromski          | 2021–2022 (1–4. sezon) |
| Anna Matysiak           | aspirant Roma Mazur                 | 2021–2022 (1–4. sezon) |
| Maksymilian Balcerowski | Juliusz Matejko, syn Marii          | 2021–2022 (1–4. sezon) |
| Julia Karpińska         | Eliza Matejko, córka Marii          | 2021–2022 (1–4. sezon) |
| Kacper Kustra           | Marcin Matejko, syn Marii           | 2021–2022 (1–4. sezon) |
| Jakub Kustra            | Leon Matejko, syn Marii             | 2021–2022 (1–4. sezon) |
| Hanna Śleszyńska        | laborantka Alina Żuk                | 2021–2022 (2–4. sezon) |
| Rafał Maj               | laborant Sławek                     | 2021–2022 (2–4. sezon) |
| Mateusz Łasowski        | młodszy aspirant Patryk Wróbel      | 2021–2022 (3–4. sezon) |
| Ina Sobala              | Cecylia Dynowska                    | 2021 (1. sezon)        |
| Natalia Sierzputowska   | niania Amelia Jędrzejewska          | 2021 (1. sezon)        |
| Anna Mucha              | Klara, dziewczyna Łukasza           | 2021 (1. sezon)        |
| Jakub Wesołowski        | Łukasz Idzikowski, sąsiad Marii     | 2021 (1–2. sezon)      |
| Joanna Niemirska        | laborantka Helena Zawada            | 2021 (1–2. sezon)      |
| Kamila Kamińska         | Agata Rybczyńska, żona Jana         | 2021 (1–2. sezon)      |
| Laura Broders           | Lila Rybczyńska, córka Jana i Agaty | 2021 (1–2. sezon)      |
| Anna Dereszowska        | Patrycja Madalińska, szefowa Marii  | 2021–2022 (1–3. sezon) |
| Arkadiusz Smoleński     | starszy aspirant Jan Rybczyński     | 2021–2022 (1–3. sezon) |
| Krystian Wieczorek      | Andrzej Matejko, mąż Marii          | 2021–2022 (1–3. sezon) |
| Karolina Gibowska       | pielęgniarka Anna Żak               | 2021–2022 (1–3. sezon) |
| Hanka Brulińska         | doktor Rosłowicz                    | 2021–2022 (1–3. sezon) |
| Monika Szalaty          | dyrektorka szkoły                   | 2021 (2. sezon)        |
| Ewa Kasprzyk            | Aleksandra Branicka, mama Piotra    | 2021–2022 (2–3. sezon) |
| Michał Grudziński       | Edmund Bogusławski                  | 2021–2022 (2–3. sezon) |
| Sławomir Sidwa          | Daniel Lewicki                      | 2021–2022 (2–3. sezon) |
| Krystian Biłko          | Igor Bondaruk                       | 2021–2022 (2–3. sezon) |
| Paweł Ławrynowicz       | komisarz Krzysztof Dębski           | 2021–2022 (2–4. sezon) |
| Marcin Bosak            | Adam Żeromski, brat Piotra          | 2022 (3. sezon)        |
| Dominika Kryszczyńska   | Iwona Sikora                        | 2022 (3. sezon)        |
| Zbigniew Konopka        | sierżant Gustaw Barczak             | 2022 (3. sezon)        |
| Klaudia Halejcio        | Anna Warecka                        | 2022 (3. sezon)        |
| Igor Solecki            | Łukasz Mazur                        | 2022 (3. sezon)        |
| Jakub Kwaśniewicz       | Dominik Warecki                     | 2022 (3. sezon)        |
| Piotr Oczkowski         | policjant Jarek                     | 2022 (3. sezon)        |
| Daniel Kita             | policjant Grzesiek (#1)             | 2022 (3. sezon)        |
| Piotr Mokrzycki         | Krystian                            | 2021–2022 (3–4. sezon) |
| Katarzyna Walter        | Antonina Białas                     | 2022 (4. sezon)        |
| Rafał Sisicki           | prokurator Ryszard Kownacki         | 2022 (4. sezon)        |
| Aneta Todorczuk         | Justyna Stefańska                   | 2022 (4. sezon)        |
| Julia Piklikiewicz      | Kasia Stefańska                     | 2022 (4. sezon)        |
| Paulina Napora          | dyrektorka sanatorium               | 2022 (4. sezon)        |
| Rita Raider             | Julia Dębska                        | 2022 (4. sezon)        |
| Maciej Kaczyński        | policjant Sławek                    | 2022 (4. sezon)        |
| Michał Olejnik          | policjant Grzesiek (#2)             | 2022 (4. sezon)        |
| Jacek Knap              | Wojtek Wierzbicki                   | 2022 (4. sezon)        |
| Mikołaj Krawczyk        | podkomisarz Paweł Ostrowski         | 2022 (4. sezon)        |
| Ilona Ostrowska         | komisarz Beata Lorek                | 2022 (4. sezon)        |
| Krzysztof Pyziak        | policjant Marczyński                | 2022 (4. sezon)        |
| Klara Williams          | Anna Wójcik                         | 2022 (4. sezon)        |

## Emisja w telewizji
Uwaga: tabela zawiera informacje odnoszące się wyłącznie do pierwszej emisji telewizyjnej; nie uwzględniono w niej powtórek, ewentualnych prapremier w serwisach internetowych itp.
| Seria | Odcinki    | Pierwsza emisja telewizyjna (Polsat) | Pierwsza emisja telewizyjna (Polsat) | Pierwsza emisja telewizyjna (Polsat) | Pierwsza emisja telewizyjna (Polsat) | Pierwsza emisja telewizyjna (Polsat) | Pierwsza emisja telewizyjna (Polsat) |
| Seria | Odcinki    | Sezon                                | Premiera serii                       | Finał serii                          | Pora emisji                          | Stacja/platforma                     | Średnia oglądalność                  |
| ----- | ---------- | ------------------------------------ | ------------------------------------ | ------------------------------------ | ------------------------------------ | ------------------------------------ | ------------------------------------ |
| 1.    | 1–8 (8)    | wiosna 2021                          | 3 marca 2021                         | 21 kwietnia 2021                     | środa 21.05                          | Polsat                               | 1 035 332                            |
| 2.    | 9–18 (10)  | jesień 2021                          | 1 września 2021                      | 3 listopada 2021                     | środa 21.05                          | Polsat                               | 733 794                              |
| 3.    | 19–28 (10) | wiosna 2022                          | 2 marca 2022                         | 4 maja 2022                          | środa 21.05                          | Polsat                               | 700 448                              |
| 4.    | 29–38 (10) | wiosna 2025                          | 6 marca 2025                         | 8 maja 2025                          | czwartek 22.25                       | Polsat                               | bd.                                  |

## Produkcja
W maju 2020 roku poinformowano o produkcji nowego serialu pod roboczym tytułem Maria Matejko. Zdjęcia do pierwszego sezonu rozpoczęły się w czerwcu 2020 roku. W obsadzie znaleźli się: Paulina Chruściel, Jakub Wesołowski, Anna Matysiak, Anna Dereszowska, Anna Mucha, Arkadiusz Smoleński, Joanna Niemirska, Krystian Wieczorek i Wojciech Zieliński. W styczniu 2021 roku zmieniono tytuł serialu na Komisarz Mama.
21 kwietnia 2021 roku (w dzień ostatniego odcinka 1. sezonu) ruszyły zdjęcia do 2. sezonu. Do obsady dołączyli m.in. Ewa Kasprzyk, Hanna Śleszyńska i Paweł Ławrynowicz.
20 września 2021 roku ruszyły zdjęcia do 3. sezonu. W obsadzie znaleźli się Marcin Bosak i Mateusz Łasowski.
Zdjęcia do czwartego sezonu serialu rozpoczęły się 20 kwietnia 2022. Do obsady produkcji dołączyli Ilona Ostrowska, Mikołaj Krawczyk i Krzysztof Pyziak.

## Odbiór
Serial został pochwalony przez dziennikarzy, głównie za lekką konwencję, a także poruszanie tematów istotnych społecznie, m.in. przełamywanie stereotypów.
Premierowy odcinek na antenie telewizji Polsat został obejrzany średnio przez 1,29 mln widzów. Średnia trzech pierwszych odcinków emitowanych na antenie telewizji Polsat wyniosła 1,13 mln widzów. Cały sezon na antenie kanału Polsat obejrzało średnio 1,04 mln widzów.
Pierwsze trzy odcinki drugiego sezonu serialu na antenie telewizji Polsat obejrzało średnio 736 tys. widzów, zaś cały sezon - 734 tys. widzów.
Średnia oglądalność czterech pierwszych odcinków trzeciego sezonu w telewizji wynosiła średnio 762 tys. oglądających, natomiast całego sezonu 700 tys.
Sześć odcinków sezonu czwartego na antenie linearnej stacji telewizyjnej obejrzało 300 tys. widzów. 